# Agonocryptus bicolor
Agonocryptus bicolor là một loài tò vò trong họ Ichneumonidae.